# اسپلنید – تماشاخانه کنار خلیج

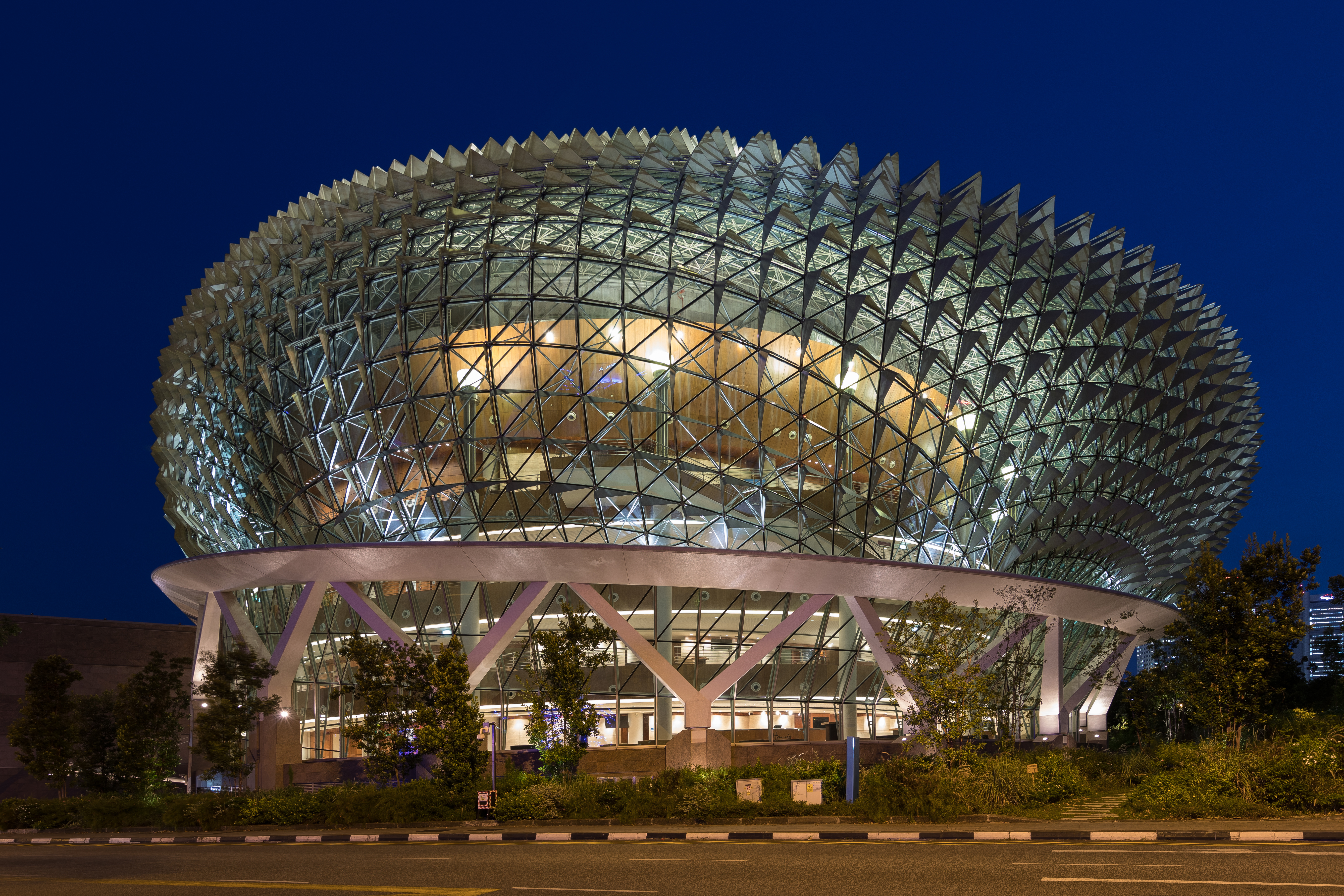
نگاره‌ای بیرونی از تالار اسپلانده – تماشاخانه کنار خلیج در مرکز شهر سنگاپور.

اِسپلَنِیْد – تماشاخانه کنار خلیج (انگلیسی: Esplanade – Theatres on the Bay)، تماشاخانه اسپلنید یا اسپلنید ، مرکزی برای هنرهای نمایشی در مرکز شهر سنگاپور است که در کنار رودخانه سنگاپور قرار دارد. نام این مجموعه از پارک اسپلنید که در نزدیکی‌اش قرار دارد، گرفته شده‌است. این مجموعه دارای تالار کنسرتی با ظرفیت ۱۶۰۰ نفر و تماشاخانه‌ای برای هنرهای نمایشی با ۲۰۰۰ نفر ظرفیت است.